# محفل ادبی

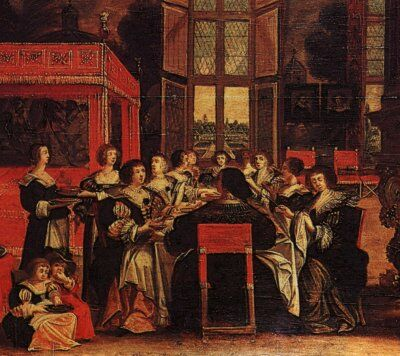
محفل زنان، ابرهم بوس، قرن ۱۷،

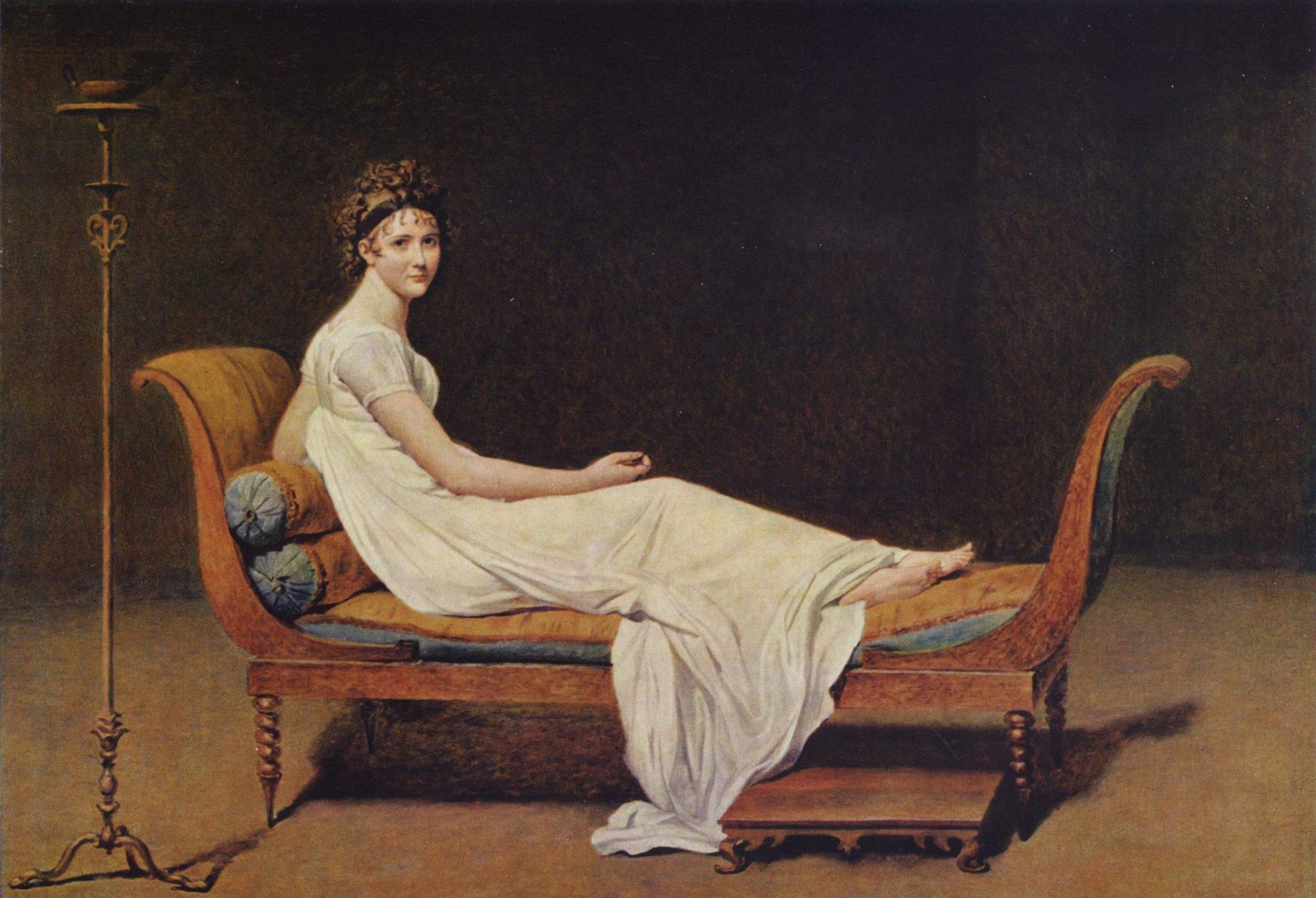
پرترهٔ مادام رکامیه توسط ژاک لویی داوید (۱۸۰۰، لوور)،

محفل ادبی یا انجمن ادبی، (به انگلیسی: Salon)، (به فرانسوی: salon littéraire) گردهمایی است که دوره به دوره در خانه، کاخ یا باشگاهی از مردان یا زنان برجسته یا مقام‌دار برگزار می‌شود و شماری از ادیبان، اندیشمندان، سیاستمداران و اهل ادب-هنر در آن گرد هم می‌آیند. در محافل ادبی معمولاً در موضوعات گوناگون ادبی، فکری و سیاسی گفتگو می‌شود. شاعران آخرین سروده‌هایشان را می‌خوانند و نویسندگان طرح‌های خود را بیان می‌دارند و دیگران دیدگاه خود را می‌گویند.
محافل ادبی در تاریخ اروپای معاصر، بیش از هر زمان در دو سدهٔ هفدهم و هجدهم میلادی در فرانسه رایج شد. از محافل مشهور آن زمان، مادام ریکامیه و مرکیز دو راموبییه و مادام دو ستال بود. می زیاده در مصر نیز محافل ادبی از سرشناسان برگزار می‌کرد.

## نوشتارهای مرتبط
- زنان فضل‌فروش مضحک